# Suriname President’s Cup
Der Suriname President’s Cup ist der Supercup des surinamischen Fußballbundes. Zum Saisonauftakt spielt hierbei der Landesmeister und Erster der Eerste Divisie und der Pokalsieger (Beker van Suriname) gegeneinander. Neben dem Präsidentenpokal erhält seit 2013 der Sieger 25.000 USD und der unterlegene Verein erhält neben einer Trophäe 10.000 USD.
Die Preise werden in der Regel nicht nur vom Präsidenten der Republik Suriname überreicht, sondern auch zur Verfügung gestellt.
Die Prämien für den Pokalsieger und der unterlegenen Mannschaft wurden 2015 wieder auf 10.000 USD und 5.000 USD zurückgebracht.

## Geschichte
Der Supercup wurde in der Saison 1993 zum ersten Mal ausgetragen. Der erste President’s Cup ging an die Politie Voetbal Vereniging (PVV), die den SV Transvaal mit 2:1 besiegte.

### Die Spiele in der Übersicht
| - 1993: Politie Voetbal Vereniging – SV Transvaal = 2:1 - 1994: SV Robinhood besiegte SV Leo Victor - 1995: SV Robinhood – Corona Boys = 2:0 - 1996: SV Robinhood – SV Transvaal = 1:0 - 1997: SV Transvaal – SV Voorwaarts = 1:1 (Transvaal gewinnt nach Elfmeterschießen) - 1999: SV Robinhood – SV Transvaal = 3:2 - 2001: SV Robinhood – SV Transvaal = 3:2 - 2002: SV Voorwaarts – SV Transvaal = 2:1 - 2003: SV Leo Victor – FCS Nacional = 4:2 - 2004: Walking Boyz Company – Super Red Eagles = 5:0 - 2005: FCS Nacional – SV Robinhood = 1:0 - 2006: Walking Boyz Company – SV Robinhood = 4:2 - 2007: Inter Moengotapoe – SV Robinhood = 4:2 - 2008: SV Transvaal – Inter Moengotapoe = 3:0 - 2009: Walking Boyz Company – Inter Moengotapoe = 3:0 | - 2010: Inter Moengotapoe – SV Excelsior = 1:0 - 2011: Inter Moengotapoe – SV Notch = 2:2 (Inter Moengotapoe gewinnt nach Elfmeterschießen) - 2012: Inter Moengotapoe – SV Robinhood = 3:2 - 2013: Inter Moengotapoe – Walking Boyz Company = 3:1 - 2014: SV Leo Victor – Inter Moengotapoe = 1:1(SV Leo Victor gewinnt nach Elfmeterschießen) - 2015: SV Nishan 42 – Inter Moengotapoe = 1:0 - 2016: SV Robinhood – Inter Moengotapoe = 3:1 - 2017: Inter Moengotapoe – SV Papatam = 4:2 - 2018: SV Robinhood – West United = 4:0 - 2019: Inter Moengotapoe – SV Flora = 2:0 - 2023: SV Robinhood – Inter Moengotapoe = 3:0(Nach einer coronabedingten Pause von fünf Jahren. Alle Tore fielen in der Verlängerung) - 2024: SV Robinhood – Inter Moengotapoe = 4:2 |

### Spielstätte
Austragungsort des President’s Cup ist seit 2018 das Franklin-Essed-Stadion in Paramaribo.